# Гольці (Підкарпатське воєводство)
Гольці (пол. Golce) — село на Закерзоннів Польщі, у гміні Яроцин Ніжанського повіту Підкарпатського воєводства.
Населення — 390 осіб (2011).

## Історія
Після анексії поляками Галичини західне Надсяння півтисячоліття піддавалось інтенсивній латинізації та полонізації.
У 1831 р. в селі було 28 греко-католиків, які належали до парафії Дубрівка Каньчузького деканату Перемишльської єпархії. На той час унаслідок насильної асиміляції українці західного Надсяння опинилися в меншості.
Відповідно до «Географічного словника Королівства Польського» в 1880 р. Ґольці знаходились у Нисківському повіті Королівства Галичини та Володимирії Австро-Угорщини, в селі було 896 мешканців.
У 1939 р. село входило до ґміни Яроцин Нисківського повіту Львівського воєводства Польщі, в селі проживало 48 українців-грекокатоликів, які належали до греко-католицької парафії Дубрівка Лежайського деканату Перемишльської єпархії. Через свою нечисленність вони не могли протистояти антиукраїнському терору під час і після Другої світової війни.
У 1975—1998 роках село належало до Тарнобжезького воєводства.

## Демографія
Демографічна структура станом на 31 березня 2011 року:
|          | Загалом | Допрацездатний вік | Працездатний вік | Постпрацездатний вік |
| -------- | ------- | ------------------ | ---------------- | -------------------- |
| Чоловіки | 189     | 43                 | 130              | 16                   |
| Жінки    | 201     | 39                 | 115              | 47                   |
| Разом    | 390     | 82                 | 245              | 63                   |

## Прихід
Кількість греко-католиків у селі: 1831—28, 1849—33, 1869—71, 1880—47, 1889—12, 1899—30, 1913—28, 1939—48.